# Giovanni Malipiero
Giovanni Malipiero (Pàdua, 20 d'abril, 1906 - 10 d'abril de 1970) fou un tenor operístic italià, especialment associat amb el repertori italià.
Estudià a Pàdua. Feia el seu debut a Cremona, com el Duc de Mantua a Rigoletto. De seguida cantà per tot Itàlia, fent el seu debut a el 1937 a la Scala de Milà, com Ramiro a La Cenerentola, teatre en què participà en la seva reobertura el 1946 en el concert dirigit per Arturo Toscanini.
Molt admirat en papers lírics dels compositors de bel canto, Rossini-Donizetti-Bellini, així com per La traviata i Rigoletto de Verdi, però també en el repertori francès especialment com el Faust i Roméo et Juliette de Gounod, també aconseguí una aclamació considerable per la seva caracterització de Jean a Le Jongleur de Notre-Dame de Jules Massenet.
Malipiero posseïa una veu clara, molt ben preparat i que els italians reconeixien com de la vella escola. Se'l pot sentir com Edgardo en un enregistrament complet de Lucia di Lammermoor, davant Lina Pagliughi.
Moria en el seu nadiu Pàdua, deu dies abans del seu 64è aniversari.